# Micrambyx brevicornis
Micrambyx brevicornis är en skalbaggsart som beskrevs av Hermann Julius Kolbe 1893. Micrambyx brevicornis ingår i släktet Micrambyx och familjen långhorningar.
Artens utbredningsområde är Togo. Inga underarter finns listade i Catalogue of Life.